# Promissão
Promissão é um município brasileiro do estado de São Paulo. Sua população em 2024 era de 35 991 habitantes, de acordo com estimativas do IBGE. O município é formado pela sede e pelo distrito de Santa Maria do Gurupá.

## História
A área do atual município de Promissão era originalmente habitada por índios caingangues, e pertencia ao município de Penápolis. A partir de 1908, se tornou atraente para o cultivo de café com a inauguração da Estação Ferroviária Hector Legru da Estrada de Ferro Noroeste do Brasil.
Uma vila foi aberta junto à estação pelo agrimensor Adolpho Hecht em 1909, mas a primeira casa só seria construída em 1913. A partir de 1917, chegariam os primeiros imigrantes japoneses e italianos, e mais tarde, espanhóis e portugueses. Na mesma época, os habitantes originais, os índios caingangues, foram acometidos pela gripe espanhola; muitos pereceram, e os que sobreviveram foram transferidos para Braúna.

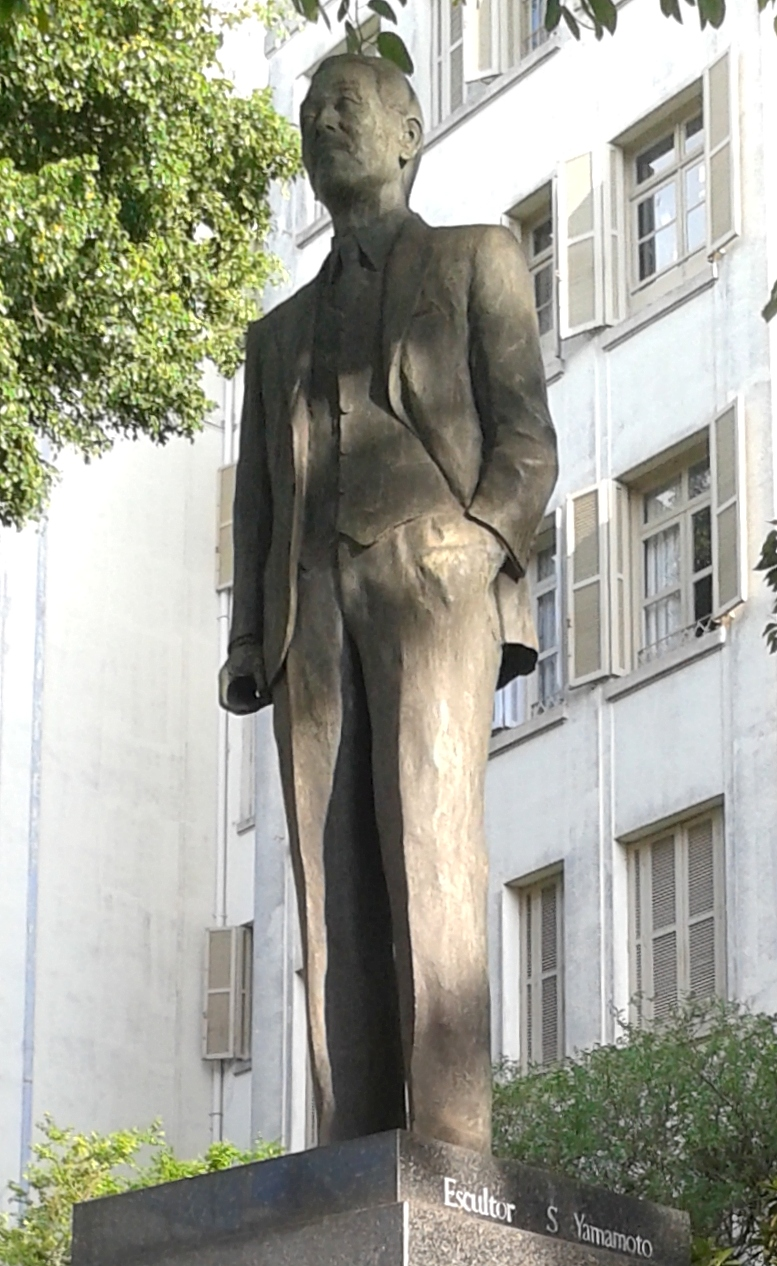
Estátua do pioneiro Shuhei Uetsuka em São Paulo

Em 1918, o pioneiro japonês Shuhei Uetsuka adquiriu 1400 alqueires de terreno na região e fundou uma grande comunidade de fazendeiros imigrantes japoneses, a Colônia de Itacolomí, também conhecida como Primeira Colônia Uetsuka. Shuhei era uma figura bem conhecida na comunidade japonesa, pelo fato de ter chegado ao Brasil em 1908 no primeiro navio imigrantes do Japão, o Kasato Maru, como representante da Companhia Imperial de Emigração do Japão (Kokoku Shokumin Kaisha), e ter se dedicado a ajudar os primeiros imigrantes japoneses em suas inúmeras dificuldades no Brasil.
Com a chegada de um grande número de colonos imigrantes, especialmente japoneses, a região rapidamente cresceu e foi elevada à condição de distrito do município de Penápolis em 27 de novembro de 1919. Em 30 de setembro de 1921, passou oficialmente a se chamar Promissão, tornando-se município em 29 de novembro de 1923.
No início, os colonos enfrentavam grandes dificuldades financeiras, e sofreram com desastres naturais como geadas, secas e nuvens de gafanhotos. Em 1926, no entanto, Shuhei conseguiu um empréstimo de 850 mil ienes com juros reduzidos do governo do Japão, trazendo mais segurança financeira aos fazendeiros. No ápice, a Colônia de Itacolomí chegou a ter 1500 famílias de colonos.
A Colônia de Itacolomí tinha o diferencial de possuir um grande número de colonos japoneses católicos, descendentes de Kakure Kirishitans, como eram chamados os cristãos que viviam escondidos no Japão durante o Período Edo, quando o Cristianismo era proibido no Japão.
As famílias católicas se concentravam principalmente no bairro do Gonzaga, e grande parte delas tinham na realidade uma origem comum no Japão, a comunidade católica centrada na vila de Imamura, no município de Tachiarai, Prefeitura de Fukuoka. Foram os próprios colonos japoneses católicos que construíram a Igreja Cristo-Rei dos 26 Mártires, também conhecida como Igreja Cristo-Rei do Gonzaga, inaugurada em 1938.

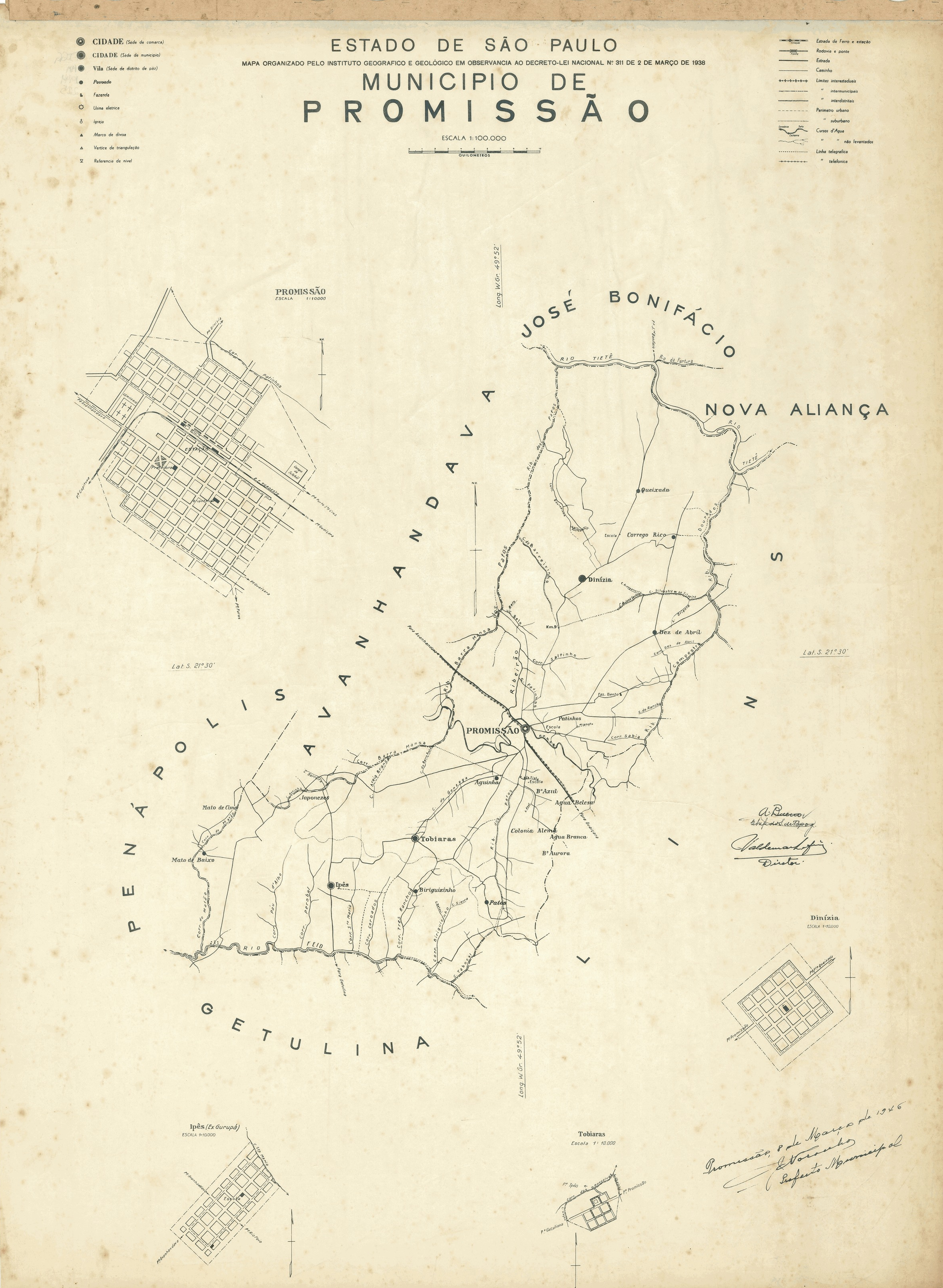
Mapa de Promissão (1944).

Os colonos cultivavam café através de agricultura intensiva com técnicas pouco sofisticadas, fazendo com que solo arenoso de Promissão começasse a a se degradar a partir dos anos 1940. Após a Segunda Guerra Mundial, muitos japoneses se mudaram para o Paraná, onde havia abundância de terra roxa (mais adequada para o plantio de café), ou para cidades como São Paulo. Em 2008, restavam apenas 150 famílias de descendentes de japoneses nas fazendas de Promissão.

### Formação territorial-administrativa
Histórico da formação do município:
- Antigo povoado de Hector Legru.
- Distrito criado no município de Penápolis pela Lei nº 1.668, de 27/11/1919.
- Denominação alterada para Promissão pela Lei nº 1.787-A, de 30/09/1921.
- Município criado pela Lei nº 1.934, de 29/11/1923.

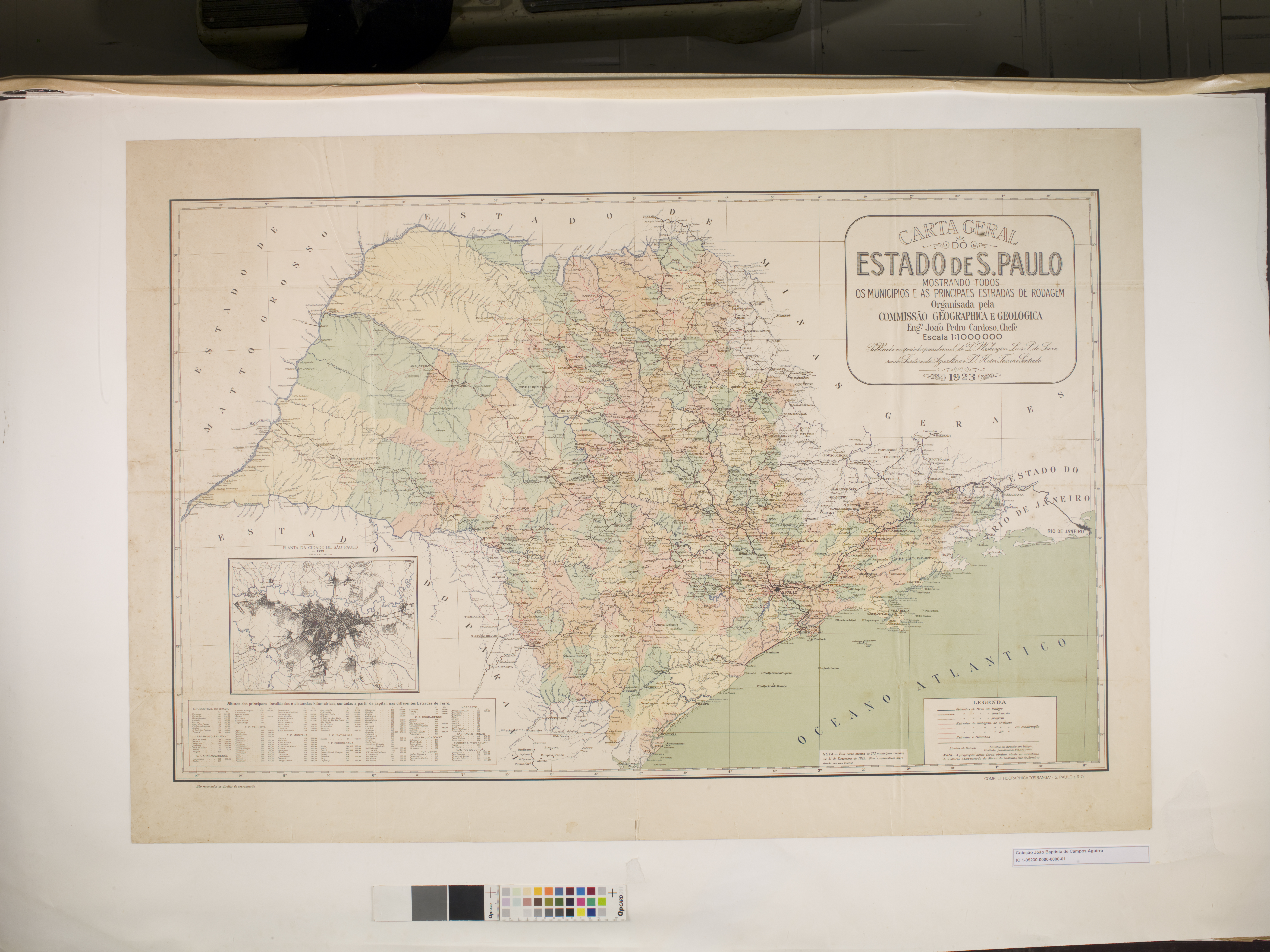
Estado de São Paulo (1923).

## Geografia
Localiza-se a uma latitude 21º32'12" sul e a uma longitude 49º51'29" oeste, estando a uma altitude de 426 metros.

### Hidrografia
- Rio Tietê - Neste município está instalada a Usina Hidrelétrica de Promissão (Mario Lopes Leão), com potência instalada de 264 MW, que é a segunda usina da AES em capacidade.

### Rodovias
- Rodovia Marechal Rondon (SP-300)

## Demografia

### População
| Crescimento populacional                             | Crescimento populacional | Crescimento populacional | Crescimento populacional |
| Ano                                                  | População Total          |                          | %±                       |
| ---------------------------------------------------- | ------------------------ | ------------------------ | ------------------------ |
| 1925                                                 | 13 125                   |                          | —                        |
| 1934                                                 | 25 923                   |                          | 97,5%                    |
| 1937                                                 | 27 714                   |                          | 6,9%                     |
| 1940                                                 | 27 344                   |                          | −1,3%                    |
| 1946                                                 | 28 603                   |                          | 4,6%                     |
| 1950                                                 | 21 770                   |                          | −23,9%                   |
| 1958                                                 | 20 755                   |                          | −4,7%                    |
| 1960                                                 | 20 174                   |                          | −2,8%                    |
| 1970                                                 | 20 544                   |                          | 1,8%                     |
| 1980                                                 | 20 222                   |                          | −1,6%                    |
| 1991                                                 | 27 981                   |                          | 38,4%                    |
| 2000                                                 | 31 105                   |                          | 11,2%                    |
| 2010                                                 | 35 674                   |                          | 14,7%                    |
| 2022                                                 | 35 131                   |                          | −1,5%                    |
| Est. 2024                                            | 35 991                   | [ 14 ]                   | 2,4%                     |
| Fontes: Censos Demográficos IBGE e Estimativas SEADE |                          |                          |                          |

### Dados demográficos
Dados do Censo - 2018
População total: 40.432
Área: 781,5 km²
Densidade demográfica (hab./km²): 45,78
Taxa de alfabetização: 94,4%
Dados do censo de 2013
- Mortalidade infantil até 1 ano (por mil): 8,18
- Expectativa de vida (anos): 75,98
- Taxa de fecundidade (filhos por mulher): 2,49
- Índice de Desenvolvimento Humano (IDH-M): 0,743
- IDH-M Renda: 0,724
- IDH-M Longevidade: 0,850
- IDH-M Educação: 0,666
  - Portanto tem ALTO ÍNDICE DE DESENVOLVIMENTO HUMANO, ocupando a 695ª posição no Ranking de Cidades do Brasil.

(Fonte: IPEADATA)

## Política e administração
O governo municipal é composto pelo Poder Executivo, exercido pela Prefeitura e pelo Poder Legislativo, exercido pela Câmara Municipal.
Poder Executivo
- Prefeito: Artur Manoel Nogueira Franco (PSD) (2021/2024)
- Vice-prefeito: José Higor Cantieri Costa (PV)(2021/2024)

Poder Legislativo
- Presidente da Câmara Municipal: Isabel Cristina Roz de Carvalho Santaella (Cidadania) (2023/2024)
- Vice-presidente: Marcelo Soares (Republicanos) (2023/2024)

## Infraestrutura

### Comunicações
O sistema de telefones automáticos foi inaugurado na cidade pela Companhia Telefônica Brasileira (CTB) em 1972. Já o sistema de discagem direta à distância (DDD) foi implantado em 1978 pela Telecomunicações de São Paulo (TELESP) com o código de área (0145).
Na década de 90 o código DDD da cidade foi alterado para (014), para padronização do sistema telefônico com a telefonia celular que estava sendo implantada em todo o estado.

## Cultura e lazer

### Igreja Cristo-Rei dos 26 Mártires

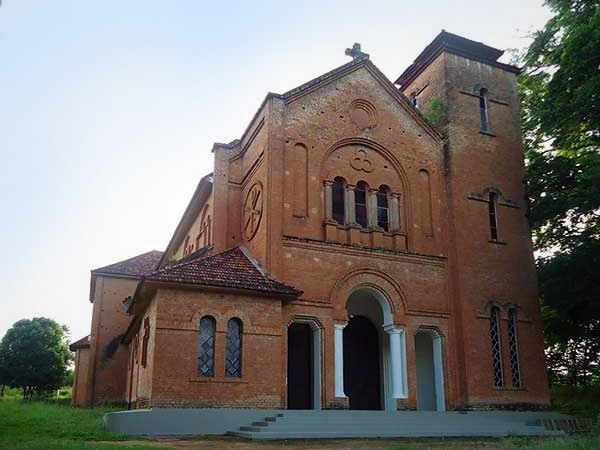
Igreja Cristo-Rei dos 26 Mártires (1938) no bairro do Gonzaga.

Popularmente conhecida como "Igreja Cristo-Rei do Gonzaga", a imponente igreja de tijolos vermelhos em estilo neorromânico foi inaugurada em 1938 e surpreende por sua localização numa área rural remota e pouca habitada do município. Ela é na realidade um importante legado da uma grande comunidade de imigrantes japoneses católicos que outrora habitou o bairro do Gonzaga. Essa comunidade tem origem na comunidade católica da Igreja de Imamura, no atual município de Tachiarai, Prefeitura de Fukuoka. Encorajados pelo Padre Tamotsu Honda, os católicos da região passaram a emigrar em massa para o Brasil a partir de 1912, com a pespectiva de melhorar de vida e com a certeza que teriam liberdade para praticar sua religião, diferente da época em que eram "Kakure Kirishitans", como eram chamados os cristãos que viviam escondidos no Japão durante o Período Edo, quando o Cristianismo era proibido no Japão.
A partir de 1928, cerca de 78 famílias dessa comunidade se estabeleceram no bairro do Gonzaga da Colônia de Itacolomí em Promissão. Juntaram-se a elas dezenas de outras famílias japonesas de outras comunidades católicas de Kyushu, em especial da cidade de Hirado (na Prefeitura de Nagasaki), da ilha de Ikitsuki (atualmente parte de Hirado), e das Ilhas Gotō (também parte da Prefeitura de Nagasaki). Para atender às necessidades espirituais dessa comunidade, a Companhia de Jesus enviou para Promissão dois padres, Emílio Kircher em 1929 e Agostinho Utsch em 1933, ambos alemães porém fluentes no idioma japonês.
Padre Utsch também era engenheiro, e a partir de 1935, os dois iniciariam a construção de uma nova igreja para substituir a igreja simples de madeira utilizada pelos colonos, chamada de "Igreja Cristo-Rei". O projeto arquitetônico foi enviado pela Companhia de Jesus do Japão, e tinha semelhanças óbvias com a Igreja de Imamura, tal como o estilo neorromânico, a construção com tijolos vermelhos, e a colocação de uma Gruta de Nossa Senhora de Lourdes em anexo. A nova igreja foi construída com a mão de obra dos próprios colonos japoneses, que construíram uma olaria, anexa à obra. Os colonos transportaram argila, água e outros insumos em carroções puxados por junta de bois, e moldaram e queimaram cada um dos tijolos empregados na construção.
A igreja foi chamada de Igreja Cristo-Rei dos 26 Mártires em homenagem aos 26 Mártires do Japão executados via crucificação pelo Shogun Toyotomi Hideyoshi em 1597. A missa inaugural foi realizada em 15 de agosto 1938 pelo Padre Domingos Chohachi Nakamura, missionário que exerceu um papel fundamental na evangelização dos primeiros imigrantes japoneses.

## Religião
O Cristianismo se faz presente na cidade da seguinte forma:

### Igreja Católica
- A igreja faz parte da Diocese de Lins.[27]

### Igrejas Evangélicas
Entre as igrejas protestantes históricas, pentecostais e neopentecostais, encontram-se na cidade:
- Assembleia de Deus Ministério do Belém.[29][30]
- Congregação Cristã no Brasil.[31]